# Arthur Kenyon (cầu thủ bóng đá)
Arthur Kenyon (1 tháng 12 năm 1867 - 1895) là một cầu thủ bóng đá người Anh thi đấu ở Football League cho Darwen.